# Flies & Lies
Flies & Lies är Raintimes andra album och släpptes 2007. Det släpptes i Japan den 21 mars 2007, i Sverige, USA, Kanada och Storbritannien den 25 maj samma år, och den 28 maj i övriga Europa.

## Låtlista
1. "Flies & Lies" - 5:01
2. "Rolling Chances" - 4:38
3. "Apeiron" - 4:21
4. "Rainbringer" - 4:01
5. "Finally Me" - 4:34
6. "Tears of Sorrow" - 3:55
7. "The Black Well" - 4:43
8. "Beat It" (Michael Jackson-cover) - 3:44
9. "Another Transition" - 4:27
10. "Burning Doll" - 1:11
11. "Matrioska" - 5:47